# Большая Князевка
Большая Князевка — село в Жирновском районе Волгоградской области, в составе Александровского сельского поселения.
Население — 139 (2010)

## История
Дата основания не установлена. Впервые отмечено на карте Российской империи 1816 года. По состоянию на 1910 год село относилось к Александровской волости Аткарского уезда Саратовской губернии. Согласно Списку населённых мест Аткарского уезда 1914 года (по сведениям за 1911 год) село населяли бывшие государственные крестьяне, великороссы, всего 681 мужчина и 680 женщин. В селе имелись церковь и церковная школа
С 1928 года — в составе Руднянского района Камышинского округа (округ упразднён в 1930 году) Нижне-Волжского края. С 1935 года в составе Лемешкинского района Сталинградского края (с 1936 года — Сталинградской области). Село являлось центром Больше-Князевского сельсовета (в сельсовет также входило село Новая Бахметьевка). В 1959 году в связи с упразднением Лемешкинского района передано в состав Жирновского района.
Решением исполкома Волгоградского облсовета от 23 сентября 1959 года № 20/472, § 49, Больше-Князевский сельсовет был упразднён, населенные пункты переданы в состав Александровского сельсовета.

## Физико-географическая характеристика
Село расположено на правом высоком берегу Медведицы, при впадении реки Князевка. Рельеф местности холмисто-равнинный, развита овражно-балочная сеть. Село расположено на высоте около 130 метров над уровнем моря. Почвы — чернозёмы обыкновенные.
Автомобильной дорогой связано с селом Александровка (15 км). По автомобильным дорогам расстояние до областного центра города Волгограда составляет 330 км, до районного центра города Жирновск — 22 км.
Часовой пояс
Большая Князевка, как и вся Волгоградская область, находится в часовой зоне МСК (московское время). Смещение применяемого времени относительно UTC составляет +3:00.

## Население
Динамика численности населения
| 1897 | 1911 | 1987 | 2002 |
| ---- | ---- | ---- | ---- |
| 969  | 1361 | ≈290 | 257  |

| 2010 |
| ---- |
| 139  |